# Acoetes southcarolinensis
Acoetes southcarolinensis är en ringmaskart som beskrevs av Pettibone 1989. Acoetes southcarolinensis ingår i släktet Acoetes och familjen Acoetidae. Inga underarter finns listade i Catalogue of Life.